# 인천이음중학교
인천이음중학교(仁川이음中學校)는 대한민국 인천광역시 서구 원당동에 있는 공립 중학교이다.

## 학교 연혁
- 2021년 9월 27일 : 인천이음중학교 설립인가
- 2022년 3월 1일 : 개교
- 2022년 3월 1일 : 초대 김현수 교장 취임
- 2022년 3월 2일 : 1학년 8학급(194명), 2학년 5학급 (131명), 3학년 5학급(85명)
- 2023년 1월 5일 : 제1회 졸업식 (남 56명, 여 69명) 총 125명
- 2024년 1월 5일 : 제2회 졸업식(남 103명, 여 121명) 총 224명
- 2024년 3월 4일 : 입학식(남 201명, 여 222명) 총 423명
- 2024년 9월 1일 : 제2대 정종길 교장 취임

## 참고 자료
- 인천이음중학교 - 한국교육학술정보원 학교알리미